# Черевин, Иван Григорьевич
Иван Григорьевич (Исаевич) Черевин (1702—1757) — контр-адмирал, член Адмиралтейств-коллегии.
В 1703 году он был записан из солдат л.-гв. Преображенского полка в матросы, а через три года вновь записан в солдаты лейб-гвардии бомбардирской роты, но из списков матросов исключен не был. Прослужив матросом 10 лет, Черевин произведен был в боцмана и в 1715 г. плавал в должности подшкипера на корабле у капитана Н. Сенявина, и только через 4 года получил чин подпоручика (унтер-лейтенанта).
В этом чине, а также и в следующих: капитан-лейтенанта (с 31 декабря 1729 г.) и капитана полковничьего ранга (с 18 января 1733 г.) он командовал разными судами в русских и иностранных водах, а также находился в обер-сарваерской конторе, где составлял опись всем материалам и припасам Петербургского Адмиралтейства, коим Коллегия не имела подробного счета. В 1734 году он временно исполнял должность капитана над Кронштадтским портом, а затем был дважды посылаем с судами в Архангельск для отвоза туда припасов; первый поход был неудачен вследствие неприязненных действий французского флота, и Черевин вернулся в Ревель, а второй раз достиг Архангельска.
В марте 1736 г. Коллегия командировала Черевина в Пустоозерский острог для производства следствия над офицерами Обской экспедиции. Пробыв там год, он вернулся в Петербург и до 1747 года командовал разными судами в плавании по Финскому заливу. В этот последний год (5 сентября) Черевин был произведен в капитан-командоры и назначен главным командиром Архангельского порта. В этой должности он пробыл всего три года с небольшим, так как вследствие неприятности, происшедшей у него с архангельским капитаном над портом, Черевин был вызван в Петербург.
Надо полагать, что Черевин был отличных способностей, ибо Адмиралтейств-коллегия, вместо того чтобы предать его суду, назначила его директором Петербургской адмиралтейской конторы. Чин контр-адмирала Черевин получил в 1752 г. (февраля 27-го) и затем назначен был в конце того же года членом Адмиралтейской коллегии.